# Pajor Ágnes
Juhász Sándorné Pajor Ágnes, névváltozatok: J. Pajor Ágnes, Brokhen (családi néven: Brokken; Újpécs, 1862. január 16. – Budapest, 1945. január 20.) operett-énekesnő, Juhász Sándor operaénekes felesége.

## Életútja
Apja Brokken Sámuel tiszttartó volt, anyja Hertelendy Emília (Deák Ferenc édesanyjának rokona). Az egri angolkisasszonyok zárdájában nevelkedett és apáca akart lenni, a negyedik osztály elvégzése után be is nyújtotta a kérvényt, de két hónapig hiába várta a pápai megerősítést. Nénje, Pajor Emília, a híres primadonna a színészethez hívta. Első fellépése 1877 szeptemberében volt a Tiszt urak a zárdában című operett kórusában, éppen aznap érkezett meg a kérvénye pápai jóváhagyása, de úgy döntött, hogy marad a színészetnél. Ekkor Miklóssy Gyulánál, Marcaliban játszott, ahol egy évig működött, innen Károlyi Lajoshoz ment Székesfehérvárra, azután Kolozsvárt játszott. 1880-ban egy sikeres beugrása folytán kivették a karból és másodprimadonna szerepeket játszott. Esterházy Károly gróf intendánsa, Mátray Betegh Béla léptette föl először primadonnai szerepben, mert jó hangja volt. A corneville-i harangokban Zserbint játszotta. Zomborban ismerkedett meg későbbi férjével, Juhász Sándor operaénekessel, akihez 1884. július 10-én feleségül ment Orosházán. Ezentúl Kassán működött Csóka Sándornál, majd Szatmárt Lászy Vilmosnál, Miskolcon Tóth Bélánál, 1890-től 1892-ig nem volt szerződése. 1894-ben Aradon működött Leszkay Andrásnál, primadonna szerepkörben, azután komika lett. Halasi Béla társulatában is szerepelt. 1905-ben Szegeden lépett fel, ahol 1911. február 23-án megünnepelte 30 éves jubileumát a Tiszt urak a zárdában című operett Opportuna szerepében. 1913. szeptember 23-án nyugdíjba vonult. 1916. december 21-én fellépett a Cigánybáróban, Czipra szerepében. Halálát végelgyengülés okozta.
Legkedvesebb szerepei A koldusdiák Laurája, A cigánybáró Saflija és Lidia a Fatinicában voltak, de szerette játszani még a Cifra nyomorúság Eszterjét is.